# Йозеф Брандштеттер
Йозеф «Зеппі» Брандштеттер (нім. Josef Brandstätter, 7 листопада 1891, Відень — 25 березня 1945) — австрійський футболіст, що грав на позиції півзахисника.
Виступав за клуб «Рапід» (Відень), а також національну збірну Австрії. Восьмиразовий чемпіон Австрії і дворазовий володар Кубка Австрії.

## Клубна кар'єра
У дорослому футболі дебютував 1911 року виступами за команду клубу «Рапід» (Відень), кольори якої і захищав протягом усієї своєї кар'єри гравця, що тривала шістнадцять років. Протягом багатьох років був капітаном команди. Вісім разів виборював титул чемпіона Австрії, двічі ставав володарем Кубка Австрії.
Помер 25 березня 1945 року на 54-му році життя.

## Виступи за збірну
1912 року дебютував в офіційних матчах у складі національної збірної Австрії. Це відбулось у матчі першого раунду футбольного турніру Олімпійських ігор 1912 року, у якому Австрія з рахунком 5:1 перемогла збірну Німеччини. У наступному раунді команда поступилась збірній Нідерландів - 1:3. Ще три матчі австрійська збірна з Брандштеттером у складі зіграла у втішному турнірі, де перемогла Норвегію (1:0) і Італію (5:1), але поступилась Угорщині (0:3).
Протягом кар'єри у національній команді, яка тривала 13 років, провів у формі головної команди країни 42 матчі, забивши 2 голи. 19 з них у ролі капітана команди.

## Титули і досягнення
- Чемпіон Австрії (8):

«Рапід» (Відень):  1911-1912, 1912-1913, 1915-1916, 1916-1917, 1918-1919, 1919-1920, 1920-1921, 1922-1923
- Володар Кубка Австрії (2):

«Рапід» (Відень):  1918-1919, 1919-1920